# Dəmirçi (Masallı)
Dəmirçi è un comune dell'Azerbaigian situato nel distretto di Masallı.   